# Myrmecia rugosa
Myrmecia rugosa är en myrart som beskrevs av Wheeler 1933. Myrmecia rugosa ingår i släktet bulldoggsmyror, och familjen myror. Inga underarter finns listade i Catalogue of Life.